# Monoliths & Dimensions
Monoliths & Dimensions là album phòng thứ sáu của ban nhạc drone metal người Mỹ Sunn O))). Album được sáng tác và thu âm trong khoảng thời gian hai năm với sự cộng tác với nhà soạn nhạc Eyvind Kang, nghệ sĩ guitar người Úc Oren Ambarchi, Attila Csihar của ban nhạc black metal Mayhem, Dylan Carlson của ban nhạc drone Earth, nghệ sĩ kèn trombone Julian Priester và Stuart Dempster. Album còn có sự hiện diện của kèn cor Pháp và Anh; sáo và đàn hạc; piano, kèn đồng, dàn nhạc chơi dây; và một dàn hợp xướng dẫn đầu bởi Jessika Kenney.
Khi nói về Monoliths & Dimensions, Stephen O'Malley nói với Alex Templeton-Ward rằng album "giống như một lăng kính ……âm nhạc của chúng tôi là ánh sáng trắng đi tới, nhiều màu sắc đi ra từ mặt còn lại qua các sự sắp xếp tuyệt vời và sự cá nhân của các nghệ sĩ khách mời và các sự hợp tác cốt lõi…."
Bài hát cuối cùng, "Alice", là để tưởng nhớ đến Alice Coltrane.

## Tiếp nhận đánh giá
| Đánh giá chuyên môn | Đánh giá chuyên môn |
| Điểm trung bình     | Điểm trung bình     |
| Nguồn               | Đánh giá            |
| ------------------- | ------------------- |
| Metacritic          | 88/100              |
| Nguồn đánh giá      |                     |
| Nguồn               | Đánh giá            |
| Allmusic            | [ 5 ]               |
| Drowned in Sound    | (10/10)             |
| Mojo                | [ 7 ]               |
| MusicOMH            | [ 8 ]               |
| Pitchfork Media     | (8.5/10)            |
| Rock-A-Rolla        | (favorable)         |
| Rock Sound          | [ 11 ]              |
| Spin                | [ 12 ]              |
| Terrorizer          | (favorable)         |
| Tiny Mix Tapes      | [ 14 ]              |

Monoliths & Dimensions được các nhà phê bình đánh giá rất tích cực. Tại trang Metacritic, trên thang điểm 100 từ các nhà phê bình chính thống, album nhận được điểm trung bình là 88, dựa trên 16 bài đánh giá.

## Danh sách bài hát
Tất cả các ca khúc được viết bởi Anderson và O'Malley.
| STT              | Nhan đề                                                     | Thời lượng |
| ---------------- | ----------------------------------------------------------- | ---------- |
| 1.               | "Aghartha"                                                  | 17:34      |
| 2.               | "Big Church [Megszentségteleníthetetlenségeskedéseitekért]" | 9:43       |
| 3.               | "Hunting & Gathering (Cydonia)"                             | 10:02      |
| 4.               | "Alice"                                                     | 16:20      |
| Tổng thời lượng: | Tổng thời lượng:                                            | 53:40      |

## Sản xuất
- Sản xuất bởi Mell Dettmer & Randall Dunn
- Kỹ thuật: Mell Dettmer, Randall Dunn, Nik Hummer và Armin Steiner
- Trợ lý kỹ thuật: Floyd Reitsman
- Master: Mell Dettmer
- Bìa đĩa: "Out-of-round X" (1999) bởi Richard Serra

## Thành phần tham gia
- Stephen O'Malley: Guitar điện
- Greg Anderson: Guitar điện, guitar bass điện
- Attila Csihar: hát
- Oren Ambarchi: Guitar điện, Motorized Cymbal, Oscillator, các hiệu ứng guitar, Gong, Wolf Log
- Eyvind Kang: Viola; hợp xướng, Brass, & String Arrangements
- Dylan Carlson: Guitar điện, Choir Arrangements (inspired by)
- Julian Priester: Trombone & Conch Shell
- Stuart Dempster: Trombone, Conch Shell, Dung Chen
- Mell Dettmer: Tubular Bells, Hydrophone
- Timb Harris: Violin
- Jessika Kenney: Hợp xướng Alto & Soprano chính; Hợp xướng, Brass, và String Arrangements
- Tim Smolens: Double Bass
- Moriah Neils: Double Bass
- Keith Lowe: Double Bass
- Daniel Menche: Hợp xướng nam
- William Herzog: Hợp xướng nam, Tamboura điện
- Steve Moore: Trombone, Organ, Korg MS20, Roland Juno, Conch Shell, Dung Chen
- Brad Mowen: Concert Bass Drum, bộ gõ, Hợp xướng nam
- Joe Preston: Hợp xướng nam
- Rex Ritter: Korg MS20, Moog Voyager
- Hans Teuber: Clarinet, Bass Clarinet, Sáo Alto
- Cuong Vu: Trumpet
- Tony Moore: Trumpet
- Melissa Walsh: Đàn hạc
- Taina Karr: Kèn cor Anh, Oboe
- Eric Walton: Piano
- Josiah Boothby: Kèn cor Pháp
- Jutta Sierlinger: Hợp xướng Alto
- Angela Kiemayer: Hợp xướng Alto
- Varena Bodem: Hợp xướng Alto
- Katharina Einsiedl: Hợp xướng Soprano/Alto
- Stephanie Pfeffer: Hợp xướng Soprano/Alto
- Loma Döring: Hợp xướng Soprano/Alto

## Lịch sử phát hành
| Khu vực | Ngày                | Hãng đĩa      |
| ------- | ------------------- | ------------- |
| châu Âu | 18 tháng 5 năm 2009 | Southern Lord |
| Bắc Mỹ  | 26 tháng 5 năm 2009 | Southern Lord |